# Alessandro Izekor
Alessandro Izekor (Brescia, 5 marzo 2000) è un rugbista a 15 italiano, terza linea ala del Benetton.

## Biografia
Nato a Brescia da genitori nigeriani, Izekor ha iniziato a praticare il rugby a 10 anni nelle giovanili del club della propria città natale con il quale ha continuato a giocare fino ai 16 anni prima di passare a rappresentare i colori del Calvisano.
A febbraio 2022 il Benetton ne annuncia l’inserimento in rosa, nelle vesti di permit player al fine di rinforzare la propria rosa, in quel momento ridimensionata per gli impegni dell’Italrugby Maggiore e U20.
Il 16 gennaio 2024 Izekor viene convocato per il raduno di Verona in preparazione al Sei Nazioni 2024. Confermato nella rosa che avrebbe preso parte al torneo, fa il suo debutto in nazionale maggiore il successivo 3 febbraio nel match di esordio giocato a Roma contro l'Inghilterra. La settimana successiva parte per la prima volta titolare nel XV che scende in campo all'Aviva Stadium di Dublino contro i padroni di casa dell'Irlanda.
Nella stagione 2024/25 si afferma quale uno dei punti di forza del Benetton nello United Rugby Championship e viene indicato dagli addetti ai lavori come una delle possibili rivelazioni del Sei Nazioni 2025.